# Özer
Özer, celým jménem Cchering Özer (též Tsering Woeser, tibetsky: ཚེ་རིང་འོད་ཟེར་; čínsky: 唯色, pinyin: Wéisè, čínské jméno: 程文萨, pinyin: Chéng Wénsá) je tibetská básnířka, spisovatelka a esejistka.
Narodila se 21. července 1966 ve Lhase, nyní žije s manželem Wang Li-siungem v Pekingu. Angažuje se za záchranu tibetského kulturního dědictví. Píše v čínském jazyce. Její knihy byly přeloženy do angličtiny, němčiny, francouzštiny, japonštiny, španělštiny, katalánštiny, polštiny, češtiny a tibetštiny. Přispívá do zahraničních novin o aktuálním dění v Tibetu. Získala několik mezinárodních literárních ocenění.

## Dílo
- 西藏在上, sbírka básní z období let 1986–1999 (ČLR, 1999)
- 西藏笔记 „Zápisky z Tibetu“ (ČLR, 2003)
- 杀劫, vzpomínky a komentáře na Kulturní revoluci v Tibetu (Tchaj-wan, 2006)
- 西藏记忆, výpovědi účastníků Kulturní revoluce v Tibetu (Tchaj-wan, 2006)
- 看不见的西藏 (Tchaj-wan, 2007}
- 鼠年雪狮吼-2008年西藏事件大事纪, o událostech ve Lhase a Tibetu v roce 2008 (Tchaj-wan, 2009)
- 西藏:2008 „Tibet: 2008“ (Tchaj-wan, 2011)
- 图伯特这几年：听说西藏之二 (Tchaj-wan, 2012)

## Překlady do češtiny
- Özer. Posílám vzkaz Tibetu. Přel. Olga Lomová. Literární noviny 16.13 (2005): 6. Print.
- Woeser, Tsering. Tibet srdce, Tibet mysli. Přel. Karla Vrátná a Olga Lomová. PEN Praha: Praha, 2014.
- Woeser, Tsering. Živé pochodně Tibetu - hanba světa : sebeupalování v Tibetu. Přel. Alan Beguivin. Praha: Olga Krylová, 2014. Print.
- Özer, Cchering. Zápisky z Tibetu. Přel. Kamila Hladíková. Praha: Verzone, 2015. Print.